# Delta2 Lyrae
Delta² Lyrae (δ² Lyr) – gwiazda w gwiazdozbiorze Lutni, odległa o około 740 lat świetlnych od Słońca.

## Charakterystyka obserwacyjna
Jest to jedna z czterech gwiazd tworzących równoległobok stanowiący część konstelacji Lutni. Wraz z sąsiednią Delta¹ Lyrae tworzy układ optycznie podwójny, jednak gwiazdy te są najprawdopodobniej znacznie oddalone w przestrzeni i poruszają się w niej w innych kierunkach. Gwiazda ta ma także wiele słabszych optycznych towarzyszek.

## Charakterystyka fizyczna
Delta² Lyrae to jasny czerwony olbrzym, należący do typu widmowego M4. Gwiazda ma temperaturę 3640 K i jasność (po uwzględnieniu emisji w podczerwieni) 6500 razy większą niż jasność Słońca. Promień tej gwiazdy jest według obliczeń 200 razy większy niż promień Słońca (0,95 au), zaś pomiar średnicy kątowej wraz z wyznaczoną odległością wskazuje, że jest jeszcze większa i ma promień 1,3 au. Jest to gwiazda zmienna półregularna. Masa tego olbrzyma jest około 6 razy większa niż masa Słońca, rozpoczął on życie około 75 milionów lat temu jako znacznie gorętsza gwiazda typu B3. Reakcje syntezy w jej helowym jądrze już wygasły i gwiazda przekształca się w jeszcze większego olbrzyma; na tym etapie może się stać mirydą.
W odległości 86,3 sekundy kątowej (pomiar z 2014) od olbrzyma znajduje się gwiazda podwójna δ² Lyr BC, której składniki o wielkości około 11m dzieli 2,1″ (pomiar z 2008). Pod względem widmowym jest to podkarzeł typu widmowego G, co wskazuje, że system ten może znajdować się w identycznej odległości od Słońca, co wielokrotnie jaśniejszy olbrzym. Jeżeli gwiazdy te faktycznie tworzą układ potrójny, to para obiega olbrzyma w odległości co najmniej 24 tysięcy au w czasie co najmniej 1,3 miliona lat. Składniki pary BC, odległe o co najmniej 600 au, okrążają wspólny środek masy w co najmniej 10 500 lat.